# 家庭暴力防治法 (中華民國)
《家庭暴力防治法》是中華民國于1998年制定的一部反家庭暴力的法律，主旨在避免家庭暴力的發生，希望能避免暴力事件。

## 立法背景
1993年10月27日，台灣發生鄧如雯殺夫案。由於鄧如雯及身邊家人均長期承受來自於丈夫林阿棋的暴力虐待，鄧如雯15歲時即遭林阿棋多次強暴懷孕，在林多次暴力脅迫其家人及小孩後，被迫與林結婚。婚後鄧如雯曾因不堪毆打而離家，但又因林到其娘家大肆施暴及恐嚇全家，甚至揚言強姦鄧的妹妹後將其賣到妓女戶，使鄧如雯不得不返家。連鄧女與林男生下的兩個幼子也無法倖免，甚至遭林提起孩子投入洗衣機內啟動機器成傷。鄧如雯歷經7年的暴力凌虐，終在林又恐嚇殺鄧全家時，鄧為保護家人而趁趁林熟睡時，將林殺害.，而當時相關法令規定不足，使鄧如雯遭逢先生暴力對待時求助無門，以致犯下此案。事件過後，引發社會討論，婦女權利團體亦開始催生家暴法的訂立。

## 法案推行過程
1995年9月，法官高鳳仙參照美國、澳洲、紐西蘭等國家庭暴力法規與文獻，完成《家庭暴力防治法》草案。而後由現代婦女基金會、婦女救援基金會等婦女團體推動。1997年10月3日，由中國國民黨籍立法委員潘維剛等37位立委在立法院第3屆第4會期第7次會議中首次提案；1998年5月28日，立法院第3屆第5會期第11次會議完成三讀。
1998年6月，全面實行民事保護令制度，是亞洲第一個實行家暴法的國家。

## 內容概況
中華民國的家庭暴力防治法原本共計7章、66條，2015年2月4日，修正公布第 2、4～6、8、11、14～17、19、20、31、32、34、36、37、  38、42、48～50、58、59、60  條條文；並增訂第 30-1、34-1、36-1、36-2、50-1、58-1、61-1、63-1條條文，新增8條，故合計為74條。各章節標題為：
- 第一章 通則
  - 家庭暴力防治法屬於社政法規、福利法規之性質，為使更多人獲得保護令之保護以及其他扶助、護衛、輔導與治療，故其所規定之家庭成員範圍較民法親屬編所規定之家長、家屬範圍為廣泛，只須加害人與被害人間具有該法第三條所定之家庭成員關係，一旦發生侵害，即屬家庭暴力，並不以同財共居為必要。
  - 家庭暴力防治法於第二條中，就相關名詞，以立法加以定義。計分六款：

1. 家庭暴力：指家庭成員間實施身體、精神或經濟上之騷擾、控制、脅迫或其他不法侵害之行為。
2. 家庭暴力罪：指家庭成員間故意實施家庭暴力行為而成立其他法律所規定之犯罪。
3. 目睹家庭暴力：指看見或直接聽聞家庭暴力。
4. 騷擾：指任何打擾、警告、嘲弄或辱罵他人之言語、動作或製造使人心生畏怖情境之行為。
5. 跟蹤：指任何以人員、車輛、工具、設備、電子通訊或其他方法持續性監視、跟追或掌控他人行蹤及活動之行為。
6. 加害人處遇計畫：指對於加害人實施之認知教育輔導、親職教育輔導、心理輔導、精神治療、戒癮治療或其他輔導、治療。

- - 所謂身體上不法侵害，舉凡肢體虐待、遺棄、強迫、妨害自由、濫用親權行為、利用或對兒童少年犯罪（殺人、重殺害、殺害、重傷害、傷害、妨害自由、性侵害、違反性自主權）等行為皆是。又侵害虐待動作包含打、捶、揍、踢 、推、拉、扯、咬、扭、捏、撞牆、揪髮、扼喉、使用武器或工具、瓶瓶罐罐等皆是，於對方不願服從之時加以抓、推、拉，亦可造成對方肢體上之傷害。另所謂「精神上不法之侵害」，則係指藉由破壞東西或虐待寵物，甚而以自殺、傷殺、迫被害人作不想作之事，及干擾被害人之生活作息、社會關係，或以語言傷害被害人之自尊及否定其感受、想法等是。2015年修正時，增列有關精神及經濟虐待之定義，使家庭暴力的範圍，涵蓋更多權力控制造成的侵害行為，也加以納入，使更多受害者可以獲得保護。
  - 惟最高法院認倘家庭成員間，因可歸責於被害人之事由，致加害人出於過當之反應而為一時性之身體上或精神上不法侵害行為，自難認係家庭暴力防治法所欲規範之家庭暴力行為。（參最高法院93年度台抗字第951號裁定意旨）
- 第二章 民事保護令
  - 第一節 聲請及審理
  - 第二節 執行
- 第三章 刑事程序
- 第四章 父母子女
- 第五章 預防及處遇
- 第六章 罰則
- 第七章 附則

## 重大修訂
- 2007年3月5日，立法院三讀通過家暴法修正案，此次修正案中擴大保護令的聲請對象，將沒有結婚的男女同居關係或同性戀關係，皆納入家暴法適用範圍。同時，聲請保護令者免徵1000元的裁判費。[7]

## 批評與檢討
- 外籍、大陸配偶之社會問題：有人認為，目前針對外籍、大陸配偶的法令存有許多盲點，造成這些配偶因為爭取子女監護權不易，或是出入境的問題，而必須被迫忍受家庭暴力。[8]
- 實際執行問題：內政部家庭暴力及性侵害防治委員會檢討家庭暴力防治成果時指出，部份比較民風淳樸的縣市，對家暴充滿迷思，造成執行成效有很大空間待改進；相關執行人員對家暴抱有成見、性別迷思，則使被害人受到二次傷害；此外，僅不到一成的加害人被要求接受積極的輔導學習，顯見家庭暴力防治法民事保護令制度，尚有很大的努力空間。[9]
- 資源投入不足：有人認為，社政體系在人力、經費的編制上不足，無法發揮效能。建議應該透過策略聯盟與企業結合取得更多資源。[10]